# Les Évadés de Prétoria
Pour plus de détails, voir Fiche technique et Distribution.
Les Évadés de Prétoria (Escape from Pretoria) est un thriller biographique britanico-australien coécrit et réalisé par Francis Annan, sorti en 2020. Il s'agit de l'adaptation du livre autobiographique Inside Out: Escape from Pretoria Prison de Tim Jenkin.

## Synopsis
1979 en Afrique du Sud, Tim Jenkin (Daniel Radcliffe) et Stephen Lee (Daniel Webber), deux activistes anti-Apartheid, sont incarcérés dans la prison de Pretoria. Ils décident de mettre au point leur évasion et de se servir de celle-ci pour montrer leur détermination face au gouvernement en place.

## Fiche technique
Sauf indication contraire, les informations mentionnées dans cette section peuvent être confirmées par les bases de données cinématographiques IMDb et Allociné,  présentes dans la section « Liens externes ».
- Titre original : Escape from Pretoria
- Titre français et québécois : Les Évadés de Pretoria
- Réalisation : Francis Annan
- Scénario : Francis Annan et L. H. Adams, d'après l'histoire de Karol Griffiths basée sur le livre autobiographique Inside Out: Escape from Pretoria Prison de Tim Jenkin
- Musique : David Hirschfelder
- Direction artistique : Erica Brien
- Décors : Scott Bird
- Costumes : Mariot Kerr
- Photographie : Geoffrey Hall
- Montage : Nick Fenton
- Production : David Barron, Mark Blaney, Gary Hamilton, Michelle Krumm et Jackie Sheppard
- Sociétés de production : Arclight Films, Spier Films, Premiere Picture, Beagle Pug Films, Particular Crowd et Footprint Films
- Société de distribution : Signature Entertainment
- Pays d'origine :  Royaume-Uni /  Australie
- Langue originale : anglais
- Format : couleur
- Genre : thriller biographique
- Durée : 106 minutes
- Dates de sortie :
  - Royaume-Uni : 6 mars 2020
  - Belgique : 1er juillet 2020
  - France : 16 septembre 2020 (DVD)

## Distribution
- Daniel Radcliffe (VF : Kelyan Blanc ; VQ : Xavier Dolan) : Tim Jenkin
- Daniel Webber (VF : Pascal Nowak ; VQ : Patrick Chouinard) : Stephen Lee
- Mark Leonard Winter (VF : Matthieu Albertini ; VQ : Nicolas Charbonneaux-Collombet) : Leonard Fontaine
- Ian Hart (VF : Marc Perez ; VQ : François Sasseville) : Denis Goldberg
- Nathan Page (VF : Alexis Victor ; VQ : Tristan Harvey) : Mongo
- Grant Piro (VF : Jean-François Vlérick ; VQ : Manuel Tadros) : le capitaine Schnepel
- Adam Ovidia : Van Zadelhoff
- Adam Tuominen : Jeremy Cronin

 Source et légende : version québécoise (VQ) sur Doublage.qc.ca

## Production
Le tournage débute en mars 2019 à Adélaïde en Australie.

## Critiques
Le film recense un score de 70 % sur 40 critiques sur le site de Rotten Tomatoes.